# 日月潭ロープウェイ
日月潭ロープウェイ（じつげつたんロープウェイ、繁体字中国語: 日月潭纜車、英語: Sun Moon Lake Ropeway、サオ語：Zintun Klhiw a barimbin）は台湾南投県魚池郷の日月潭と九族文化村を結ぶ索道路線。

## 概要
台湾で初の例となるPFIが導入され、BOO方式（Build-Operate-Own、民間による自主建設、自主運営）となる公共索道路線で、中国青年救国団（救国団）が運営するアクティビティーセンター（日月潭青年活動中心）前の日月潭湖畔から卜吉山の2つの尾根を越えてテーマパーク「九族文化村」までの全長1.877kmを結び、途中駅はない。
2008年4月18日に着工、2009年3月に完工、試運転を開始。同年12月28日に正式開業した。2010年4月、累計利用者数が100万人に到達した。文化村には園内を循環する別のロープウェーもある。車窓からは日月潭と埔里盆地の絶景が堪能できる。集集線の車埕駅まで約4.72km延伸する構想がある。
2016年8月、日本のかんざんじロープウェイと包括友好提携を締結。これは静岡県と南投県の間で交わされた浜名湖と日月潭の包括的観光友好協定に基づくものであり、同時期に天竜浜名湖鉄道と台湾鉄路管理局集集線の姉妹協定も実現している。

## 仕様
九族文化村が10億台湾ドルを全額出資して建設され日月潭纜車公司が運営している。本線延長は1877.15メートル。2001年に園内で既に導入していたオーストリアのドッペルマイヤー・ガラベンタ・グループ製の同じ8-MGDシリーズを採用している。定員8名のゴンドラ86両が二線自動循環式で運行している。輸送力は毎時片道3,000人に達する。
最高速度は秒速6メートルで、片道6.8～10分程度で到達する。全線直線で16塔の支柱があり、支柱の高さは58.86～60.6メートル。7番目と8番目の支柱間隔は786メートルに達する。登坂斜度は最大で43度、海抜高度の最高地点は1,044メートル。ゴンドラ屋根にはソーラーパネルが設置され、緊急時の連絡に用いられている。九族文化村内のゴンドラとは接続されておらず、互いに独立している。運行時間帯は平日10:30～16:00、土休日が10:00～16:30で、乗車券販売と改札の開始・終了時刻はそれぞれ30分前。

## 路線
現在2駅が営業している
| 駅名                                                                                   | 英文表記                            | 所在地       |
| -------------------------------------------------------------------------------------- | ----------------------------------- | ------------ |
| 日月潭纜車                                                                             |                                     |              |
| 日月潭（北緯23度51分8.1秒 東経120度56分5秒 / 北緯23.852250度 東経120.93472度）         | Sun Moon Lake                       | 南投県魚池郷 |
| 九族文化村（北緯23度51分37.9秒 東経120度57分2.6秒 / 北緯23.860528度 東経120.950722度） | Formosan Aboriginal Culture Village | 南投県魚池郷 |

## 運賃

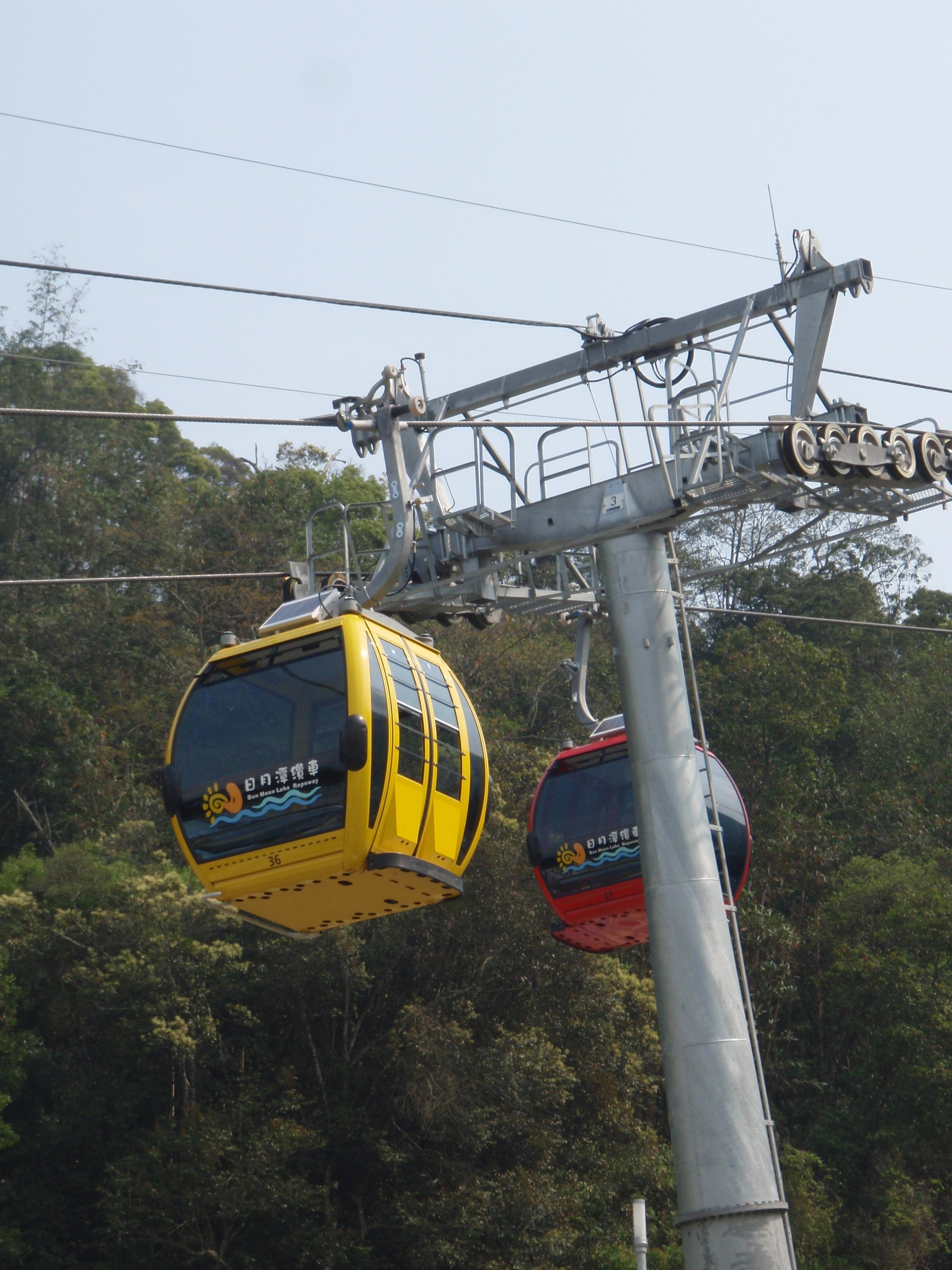
日月潭纜車の車両

九族文化村の入場券と往復乗車券がセットになっており、入場しない乗客は日月潭駅の窓口で乗車券のみ購入する。全票は小学生以上65歳未満の成人、優待票は65歳以上の高齢者と障害者、妊婦、6歳未満で身長100cm以上の幼児が対象。身長100cm未満の幼児は大人1人につき2人まで無料で同乗できる。
個人
- 全票300元、優待250元

団体（20名以上）
- 全票270元、優待225元

## ギャラリー

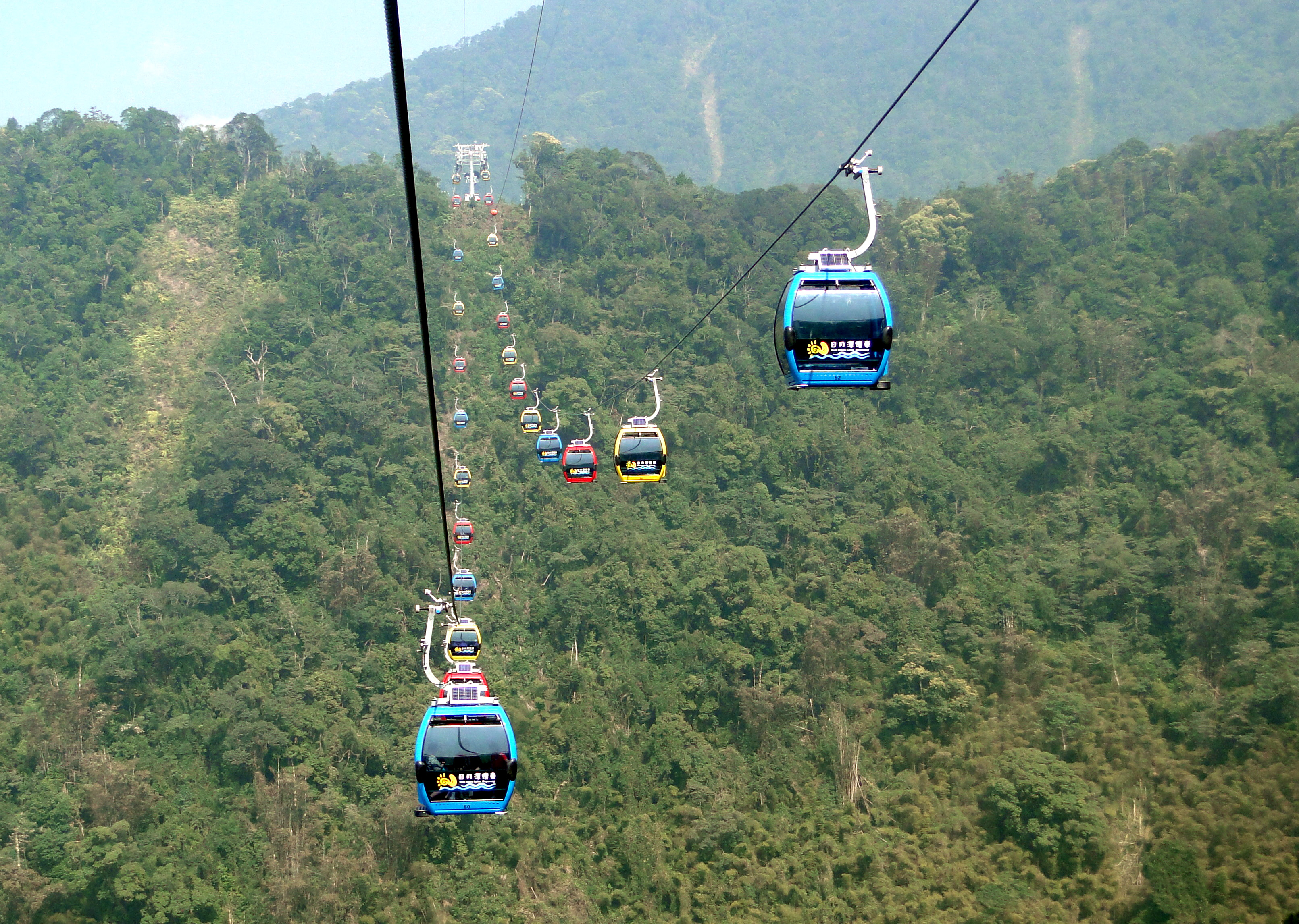
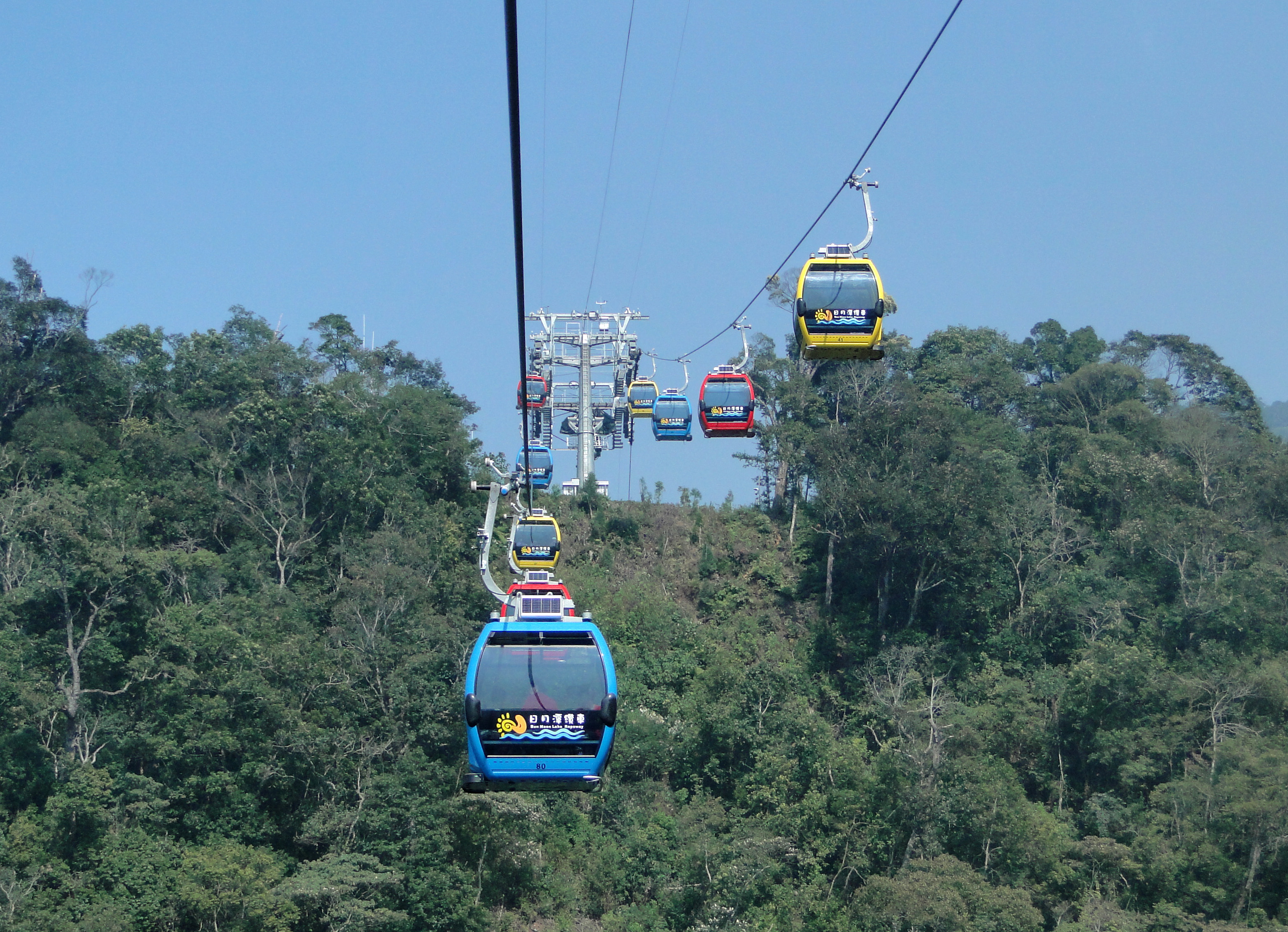
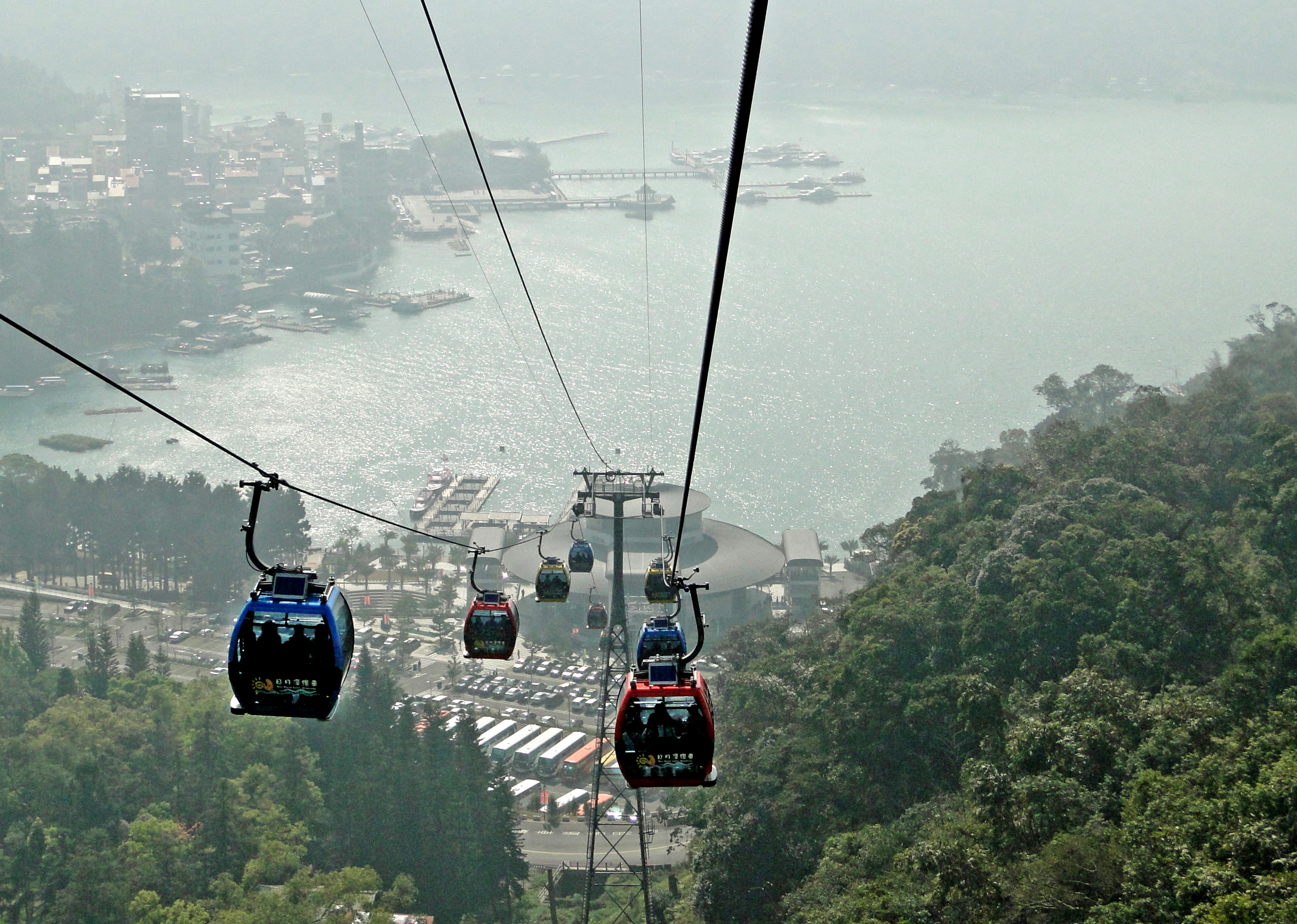
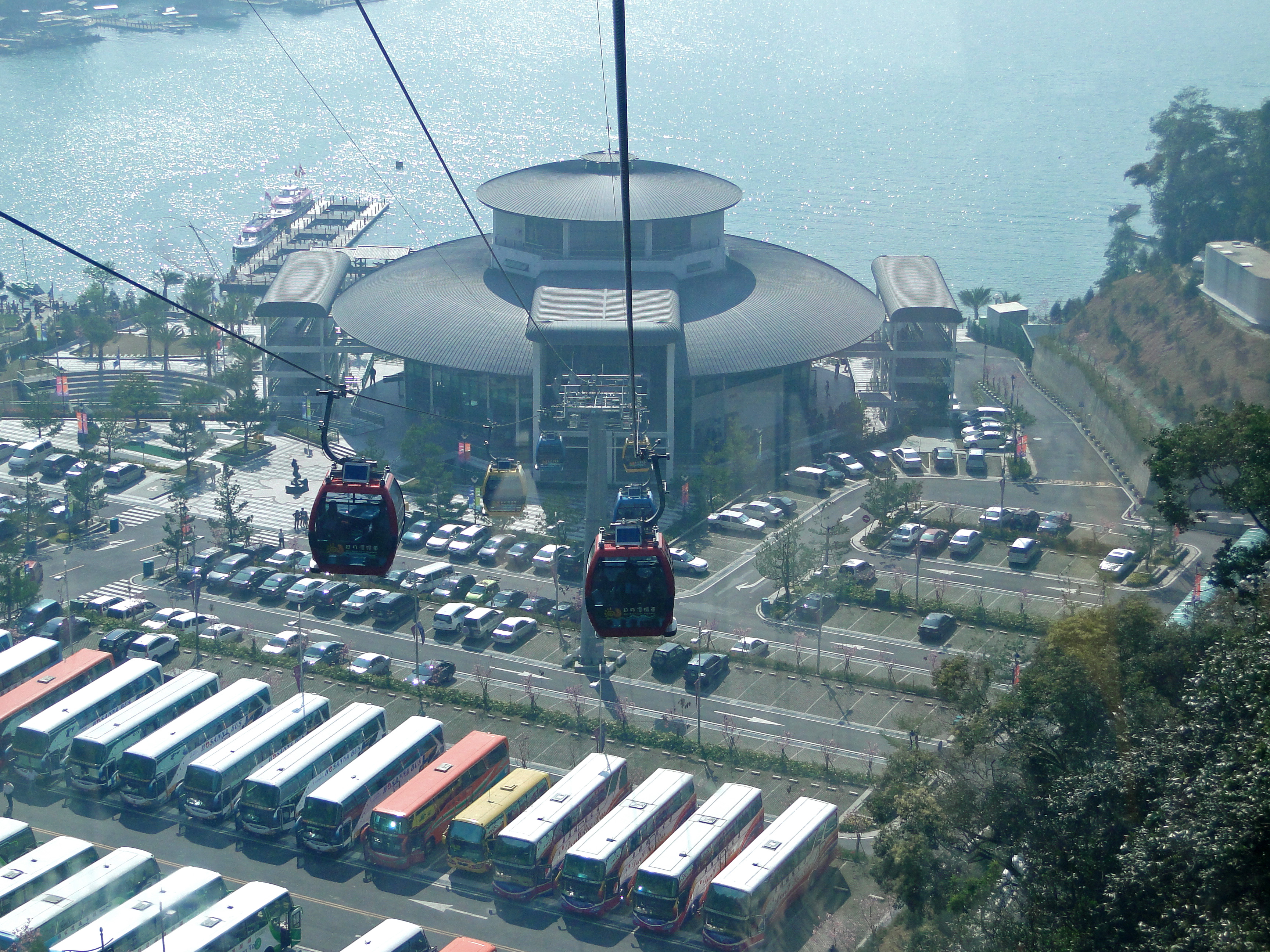
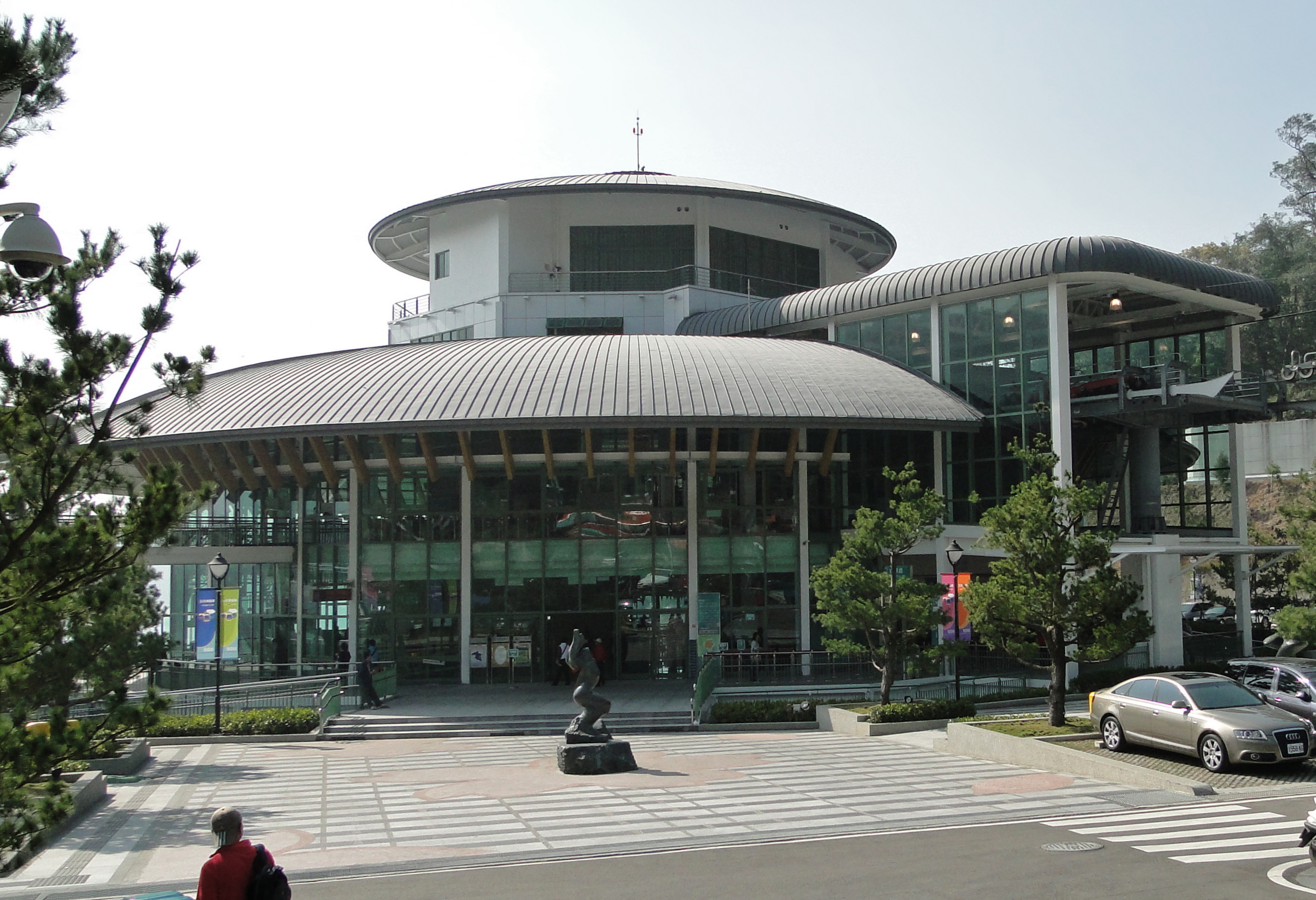
日月潭駅
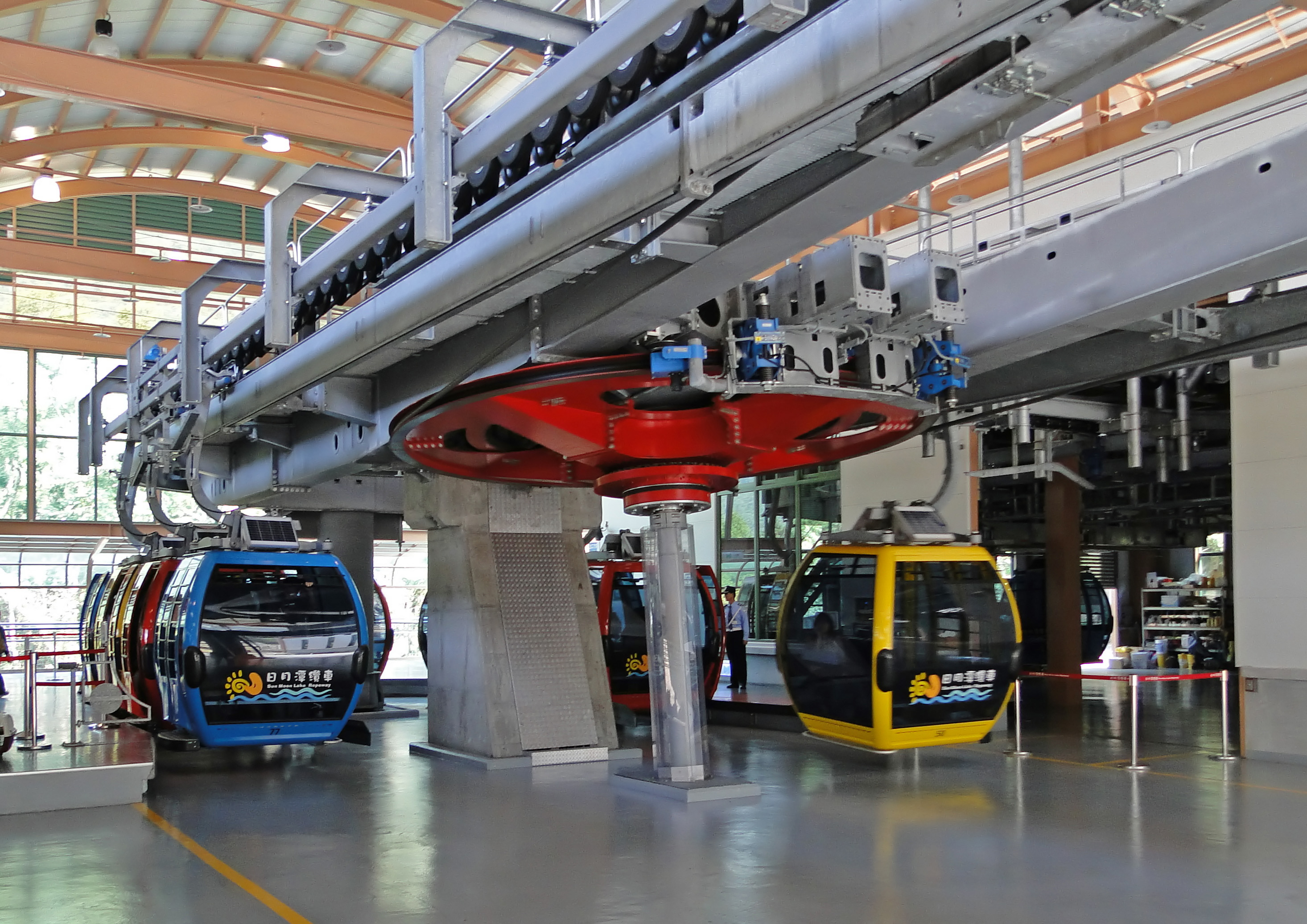
日月潭駅構内
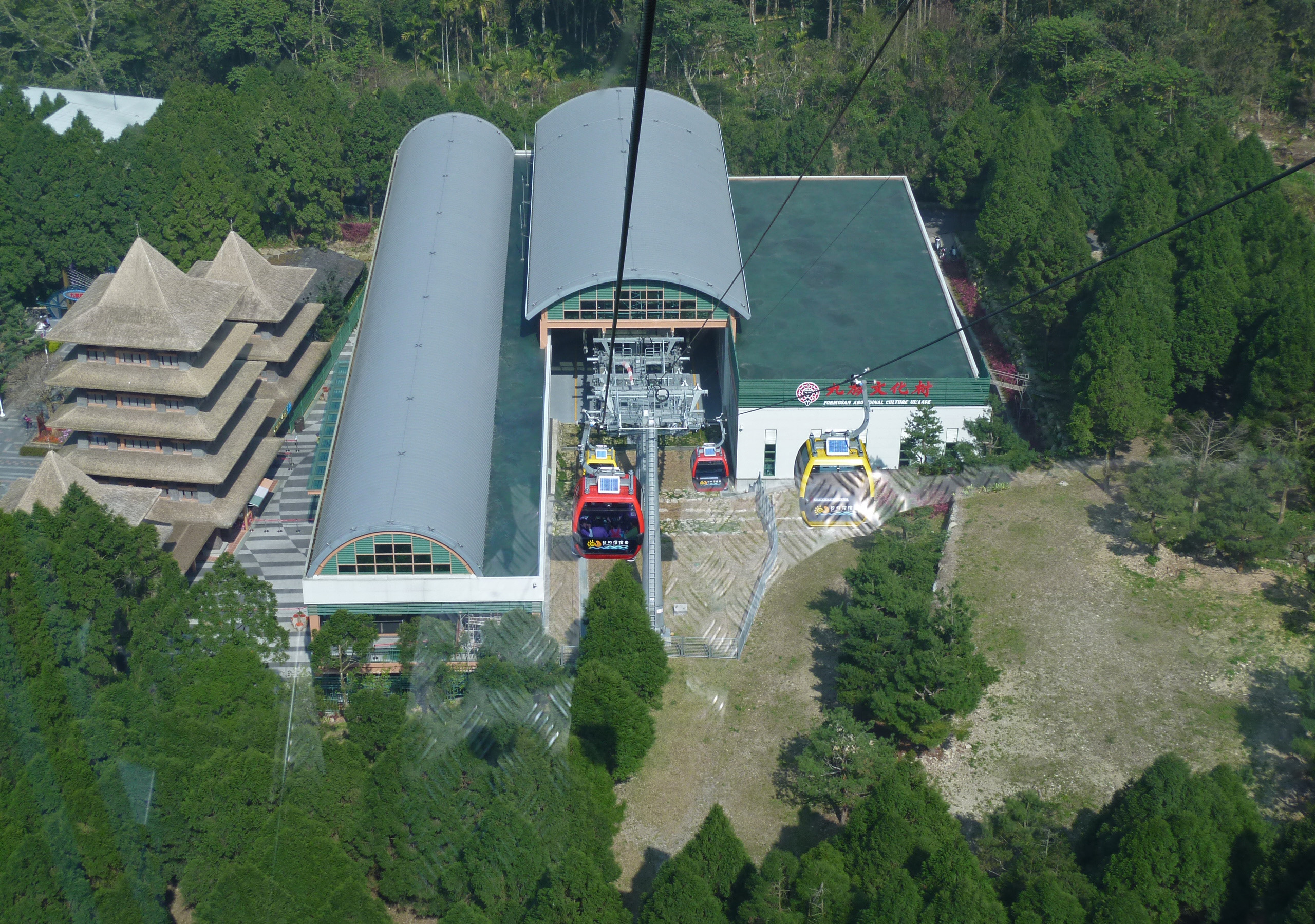
九族駅